# Le Broc (Puy-de-Dôme)
 Le Broc  es una población y comuna francesa, situada en la región de Auvernia, departamento de Puy-de-Dôme, en el distrito de Issoire y cantón de Issoire.

## Demografía[1]
| 1 103 | 1 013 | 1 053 | 1 070 | 1 084 | 1 093 | 1 047 | 1 087 | 994 | 958 | 929 | 911 | 923 | 895 | 971 | 933 | 874 | 735 | 692 | 640 | 545 | 508 | 484 | 461 | 419 | 504 | 533 | 572 | 536 | 562 | 588 | 591 | 613 | 610 |
| Para los censos de 1962 a 1999 la población legal corresponde a la población sin duplicidades (Fuente: INSEE [Consultar]) |       |       |       |       |       |       |       |     |     |     |     |     |     |     |     |     |     |     |     |     |     |     |     |     |     |     |     |     |     |     |     |     |     |